# Cieco (anatomia)
Il cieco o, per esteso, l'intestino cieco (lat. intestinum caecum) è la porzione iniziale dell'intestino crasso e corrisponde al tratto a fondo cieco situato al di sotto della giunzione ileo-cecale.

## Struttura
L'intestino cieco presenta la forma di una ampolla, che si trova sotto il colon destro ascendente, nella regione inguinale destra.
Il cieco, come gli altri segmenti del crasso, è percorso da tre tenie, una sulla faccia anteriore, le altre due sulla posteriore; la sua parete esterna presenta solchi trasversi e gibbosità che corrispondono a pieghe semilunari e tasche emisferiche all'interno.
Il cieco si trova sul piano che collega l'ombelico alla spina iliaca superiore anteriore di destra: diviso in tre parti esso è il punto che divide il primo terzo con il secondo. Il piano di separazione tra cieco e colon ascendente è un piano passante per il labbro superiore della valvola ileociecale. Vi è uno sfintere funzionale detto sfintere del Busi.
Mentre il cieco è di solito intraperitoneale, il colon ascendente è retroperitoneale.
Dalla faccia mediale del cieco si distacca l'appendice vermiforme, ormai ciò che resta di uno stomaco antico. A volte essa si può infiammare causando dolore e necessitandone l'asporto.
Il cieco viene rifornito di sangue dall'arteria cecale anteriore e posteriore, derivate dall'arteria ileocecale. Il sangue venoso refluisce nella vena mesenterica superiore.

## Patologia
La tiflite è l'infiammazione dell'intestino cieco, che può essere dovuta a numerose cause quali tifo, tubercolosi, morbo di Crohn. Segni e sintomi di tiflite possono includere diarrea, addome dilatato, febbre, brividi, nausea, vomito e dolori addominali. Il tumore carcinoide cecale è un tipo di tumore carcinoide del cieco.

## Anatomia comparata
Il cieco è presente nella maggior parte delle specie di amnioti e dipnoi, mentre è assente negli anfibi. Nei rettili è di solito una singola struttura mediana, derivante dal lato dorsale dell'intestino crasso. Gli uccelli in genere hanno due ciechi accoppiati, caratteristica presente anche nei mammiferi iraci. I pappagalli non hanno il cieco.
L'intestino cieco dei mammiferi presenta notevoli variazioni di forma, dimensione e funzione a seconda delle specie. Per ciò che riguarda gli animali domestici il cane e il gatto presentano un cieco comparabile a quello degli esseri umani per forma e funzione.
Nella maggior parte dei mammiferi erbivori il cieco occupa un ruolo di primaria importanza nell'apparato gastroenterico e per questo ha dimensioni più grandi, e ospita un gran numero di batteri, utili nella disgregazione enzimatica di materiali vegetali come la cellulosa. In molte specie di erbivori, è notevolmente più largo del colon. Nel cavallo ad esempio quest'organo presenta dimensioni notevoli tanto da occupare quasi tutto il fianco destro dell'animale e in esso avvengono le reazioni fermentative che consentono di utilizzare gli alimenti vegetali introdotti con la dieta, similmente a quello che succede nel rumine dei ruminanti.
Al contrario, i carnivori, la cui dieta prevede scarse o nulle quantità di materiale vegetale, hanno un cieco ridotto, che può essere sostituito dall'appendice. Le specie di mammiferi che non hanno il cieco sono i procioni, gli orsi e il panda rosso. Oltre il 99% dei batteri nella flora intestinale sono anaerobi, ma nel cieco sono presenti alte densità di batteri aerobi. Molti pesci hanno piccole tasche lungo l'intestino, chiamate ciechi pilorici, che però non sono omologhi del cieco degli amnioti e hanno il solo scopo di aumentare l'area complessiva dell'epitelio digestivo. Alcuni invertebrati, come il calamaro, possono avere strutture con lo stesso nome, che non hanno alcuna relazione con quelli dei vertebrati.

## Etimologia
Il termine deriva dal latino caecum che sta per cieco.

## Galleria d'immagini

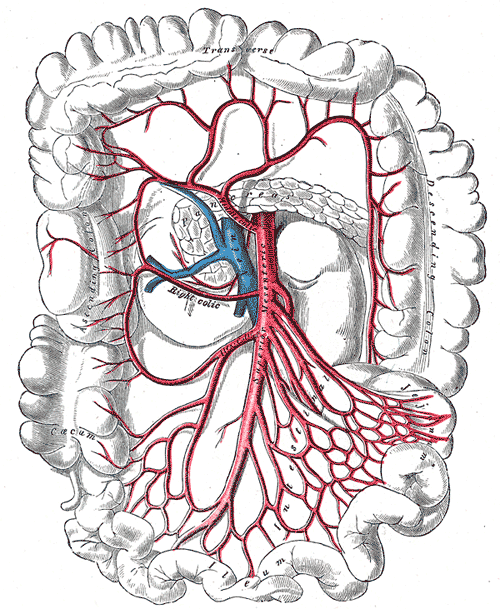
L'arteria mesenterica superiore e i suoi rami
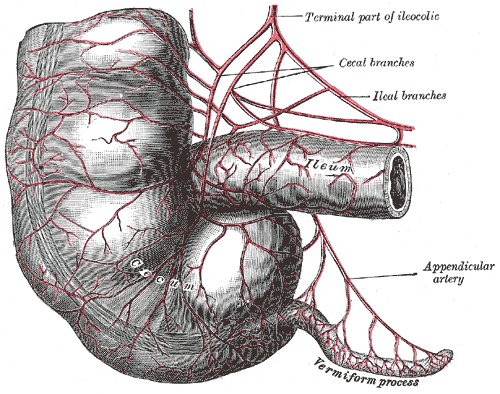
Arterie del cieco
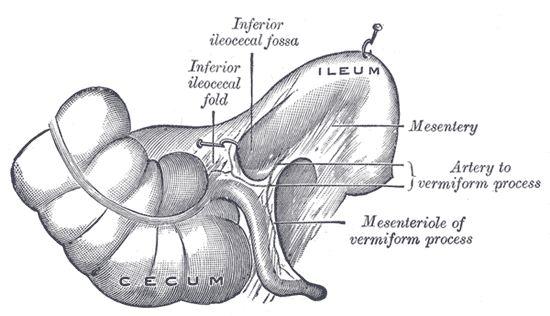
Fossa ileocecale inferiore
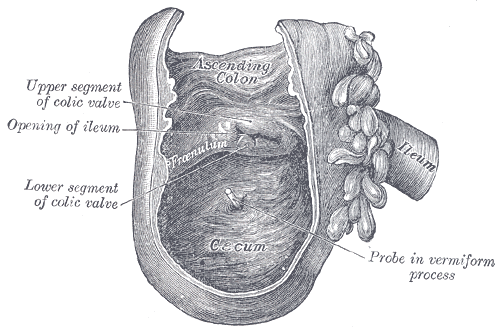
Interno del cieco e inizio del colon ascendente
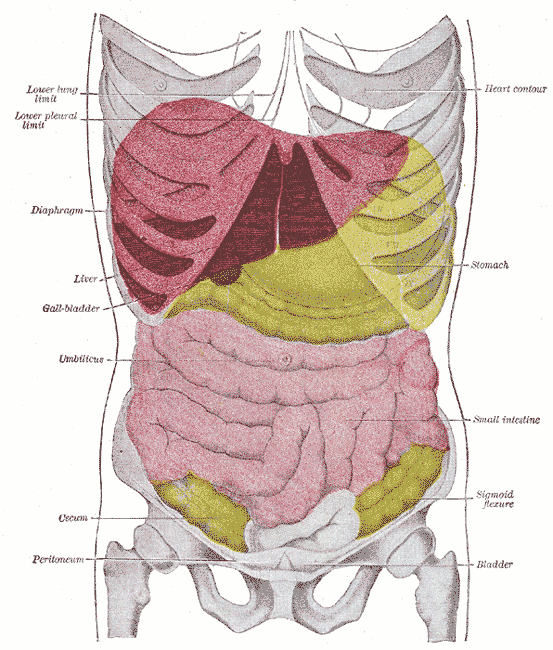
Organi addominali e toracici
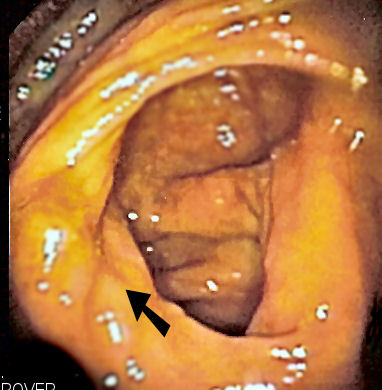
Immagine endoscopica del cieco, la freccia indica la valvola ileocecale